# Gobionellus atripinnis
Gobionellus atripinnis är en fiskart som beskrevs av Gilbert och Randall, 1979. Gobionellus atripinnis ingår i släktet Gobionellus och familjen smörbultsfiskar. Inga underarter finns listade i Catalogue of Life.